# Groutiella thraustophylla
Groutiella thraustophylla là một loài Rêu trong họ Orthotrichaceae. Loài này được (Müll. Hal. ex Broth.) Wijk & Margad. mô tả khoa học đầu tiên năm 1960.